# Lumânare

O flacără a lumânării.

O lumânare este o sursă de lumină și de căldură, formată dintr-un fitil introdus într-un bloc solid de combustibil. Până în secolul XIX, lumânările s-au produs folosind grăsime. Astăzi, majoritatea lor sunt produse din ceară de parafină, dar ele se pot crea folosind și alte substanțe, precum gel, soia sau ceară de albine. Producătorul lumânărilor se numește lumânărar.
În timp ce combustibilul se topește, lumânarea devine tot mai scurtă. Părțile fitilului care nu evaporează combustibil sunt aprinse, cu scopul de a limita lungimea lui expusă și a reține temperatură la nivelul echilibrat.

## Istorie
În Roma antică, în jurul secolului întâi, lumânările erau făcute din substanțele unei plante. Egiptenii și cretanii le preparau din ceară de albine, încă din 3000 î.e.n.. Primele lumânări erau produse din diferite forme de grăsime naturală, ceară și seu. Parafina a fost distilată prima dată în 1830 și a revoluționat confecționarea lumânărilor, deoarece era un material necostisitor, ce producea o lumânare inodoră de calitate. Industria a fost ulterior devastată, o dată cu distilarea kerosenului (numit și ulei de parafină, sau simplu, parafină, ceea ce ducea la confuzii).
Recent, lumânările pe bază de rășină, care sunt transparente, au fost dezvoltate și se afirmă că ar dura mai mult decât cele tradiționale, din parafină.

## Folosire
Înainte de apariția electricității, lumânările și lămpile de ulei erau folosite ca modalități de iluminare. Până în secolul XIX, lumânările erau folosite mai des în estul Europei. În vestul Europei și în zona mediterană predominau lămpile de ulei.
În Europa medievală, lumânarea s-a folosit și pentru măsurarea timpului. Această lumânare orară este o invenție atribuită lui Alfred cel Mare, rege al Angliei între anii 849-889. Pentru a-i reaminti suveranului orele când trebuia să-și facă rugăciunile, el folosea lumânări gradate, care dădeau reprezentare a scurgerii timpului.
Cu ocazia Expoziției Universale din Franța, din 1878, Sala Oglinzilor din Palatul Versailles a fost iluminată folosind 8.000 de lumânări.
Astăzi, lumânările sunt folosite cu rol estetic și parfumat, pentru a crea o ambianță caldă sau romantică sau pentru iluminare de urgență în cazul unui scurtcircuit. Lumânările parfumate sunt folosite la aromoterapie.
În România, Legea 103 din 22 septembrie 1992 privind dreptul exclusiv al cultelor religioase pentru producerea obiectelor de cult conferă, între altele, Bisericii monopolul producerii și comercializării lumânărilor pentru cult.